# Drogo van Hauteville
Drogo van Hauteville (ca. 1010 - 10 augustus 1051) was de tweede graaf van Apulië en Calabrië (1046-1051) in Zuid-Italië. Aanvankelijk was hij de leider van de Noormannen in dienst van Guiamar IV van Salerno, maar na 1047 was hij een territoriaal prins wegens trouw richting de keizer.
Hij is geboren in Normandië, als een zoon van Tancred van Hauteville en zijn eerste vrouw, Muriella. Rond 1035 kwam hij met zijn oudere broer, Willem, naar het zuiden van Italië. Samen met zijn broer nam hij deel aan de verovering van Zuid-Italië (1038) en vervolgens met de campagne van Guiamar IV tegen de Byzantijnen van Apulië (1041). In de daaropvolgende twaalfdelige verdeling van het veroverde gebied ten noorden van Apulië, kreeg hij Venosa. In 1044-1045 vocht Drogo namens zijn broer in Apulië, in 1045 kreeg hij Bovino van de Byzantijnen.
Na de dood van Willem in 1046 vochten Drogo en Peter van Trani om het graafschap. Met de steun van Guiamar werd Drogo gekozen door zijn collega-Noormannen. In 1047 trouwde hij met Altrude van Salerno, een Lombardijse prinses. Hij bereikte een overeenkomst met de Abdij van Monte Cassino.
Op 3 februari 1047, toen keizer Hendrik III een bezoek bracht aan Zuid-Italië, kreeg hij een eerbetoon van Drogo en schonk hem de titel die hij al droeg. Hierna begon Drogo zich "Hertog en meester van heel Italië en Graaf van al de Normandiërs van Apulië en Calabrië" te noemen. Hoewel hij volgens de wet gelijk was aan Guiamar was hij volgens Ferdinand Chalandon toch ondergeschikt aan deze prins. Toen Drogo's jongere halfbroer, Robert Guiscard, in Italië aankwam, kwam hij in dienst van Guiamars rivaal, Pandulf IV van Capua, vermoedelijk als gevolg van de verplichtingen aan Guiamar. Andere nieuwkomers onder de Noormannen gaven hem ook problemen, Richard Drengot viel hem aan en werd gevangengenomen. Alleen tussenkomst van Guiamar kon Richard veiligstellen.
In 1051, toen Drogo een ontmoeting had met paus Leo IX, verzocht de laatste, op bevel van de keizer, de "vrijheid van de kerk" (libertas Ecclesiae). Leo IX dwong Drogo een belofte af om te stoppen met veroveringen. Toen Drogo in augustus terugkwam, werd hij vermoord in Monteilaro, in de buurt van Bovino, slachtoffer geworden van een Byzantijnse samenzwering. Hij werd begraven in de Kerk van de Santissima Trinità in Venosa. Drogo werd opgevolgd door zijn jongere broer Humfried. Een zekere Richard, die meedeed aan de Eerste Kruistocht, is geïdentificeerd als Drogo's zoon. 